# Fritz de Quervain

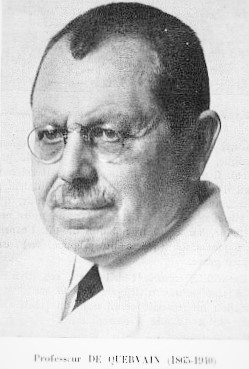
Fritz de Quervain

Fritz de Quervain, född Johann Friedrich de Quervain 4 maj 1868 i Sion, död 24 januari 1940 i Bern, var en schweizisk kirurg.
Fritz de Quervain växte upp i Muri bei Bern och studerade medicin i Bern från 1887 till 1892. Från 1910 till 1938 var han professor i kirurgi i Bern. Många grundläggande medicinska forskningsresultat baseras på hans forskning. Två sjukdomar bär hans namn, stenoserande tendovaginit (även kallad Morbus de Quervain) och subakut tyreoidit (även kallad de Quervains tyreoidit).

## Uppväxt
Fritz växte upp i den schweiziska staden Sion. Hans föräldrar var Johann Friedriech de Quervain som var pastor och Anna, född Girard. Fritz var av hugenottsk härkomst.

### Utbildning
Fritz fick sin utbildning vid universitetet i Bern 1888. Där fick han undervisning av flera framstående vetenskapsmän, bland annat Theodor Langhans, framstående patolog, som fått langhans jättecell uppkallad efter sig.

## Upptäckter
1894 flyttade Fritz till La Chaux-de-Fonds. I detta område bodde cirka 30 000 människor som försåg honom med gott om patienter med varierande sjukdomar, vilket breddade hans Fritz kompentes och lade grunden för hans forskningsbana. 1894 upptäckte Fritz en åkomma som vid denna tid inte fått särskilt stor uppmärksamhet. Han träffade en 35-årig kvinna som fått ont i området runt tumextensorerna. Fritz uteslöt tuberkulos. Han menade att det var ett tillstånd som påverkade musculus abductor pollicis senfack och musculus extensor pollicis brevis som har tydliga symtom och tecken. Detta tillstånd, morbus de Quervain, har Fritz fått ge namn åt.